# زردپره وینسنت
زردپره وینسنت (نام علمی: Emberiza vincenti) نام یک گونه از سرده زردپره‌های معمولی است.